# Брюс Барнс (тенісист)
Брюс Барнс (англ. Bruce Barnes; 24 листопада 1909 — 12 березня 1990) — колишній американський тенісист.
Найвищу одиночну позицію світового рейтингу — 7 місце досяг 1938 року (за даними Рея Бауерса).
Найвищим досягненням на турнірах Великого шолома було 3 коло в одиночному розряді.
Завершив кар'єру 1943 року.

## Турніри Про-Слем

### Одиночний розряд: (1–2)
| Результат | Рік  | Турнір   | Покриття | Суперник      | Рахунок                 |
| --------- | ---- | -------- | -------- | ------------- | ----------------------- |
| Поразка   | 1937 | U.S. Pro | Ґрунт    | Карел Кожелуг | 2–6, 3–6, 6–4, 6–4, 1–6 |
| Поразка   | 1938 | U.S. Pro | Ґрунт    | Фред Перрі    | 3–6, 2–6, 4–6           |
| Перемога  | 1943 | U.S. Pro | Ґрунт    | Джон Ноґрейді | 6–1, 7–9, 7–5, 4–6, 6–3 |